# Death to Spies
 (décembre 2022).
Death to Spies est un jeu vidéo d'action et d'infiltration sorti en 2007 sur PC. Le jeu a été développé par Haggard Games et édité par 1C Company.
Il a pour suite Death to Spies: Moment of Truth.

## Système de jeu
Le jeu propose une série de missions où le joueur sera amené à effectuer diverses tâches (libérer un prisonnier, récupérer des documents, assassiner un officier, etc.). Le jeu reprend les mécaniques de la série Hitman. Le joueur est lâché sur une carte afin d'accomplir une série d'objectifs et peut à sa guise jouer la carte de la discrétion ou bien foncer dans le tas. Comme dans la série Hitman, le système de discrétion repose sur des costumes. Enfiler le costume d'un soldat lambda vous procura une certaine aisance de déplacements car une partie des PNJ ne sera plus en mesure de démasquer notre personnage tandis que certaines portions du jeu resteront inaccessibles à moins de se procurer un costume d'un plus haut gradé. Il faut également faire attention aux armes que l'on possède et que l'on met en évidence sous peine d'être démasqué; par exemple les soldats allemands trouveront suspect que le joueur soit en possession d'un PPSh.